# Personal Internet Communicator
 (décembre 2022).
Si vous disposez d'ouvrages ou d'articles de référence ou si vous connaissez des sites web de qualité traitant du thème abordé ici, merci de compléter l'article en donnant les références utiles à sa vérifiabilité et en les liant à la section « Notes et références ».

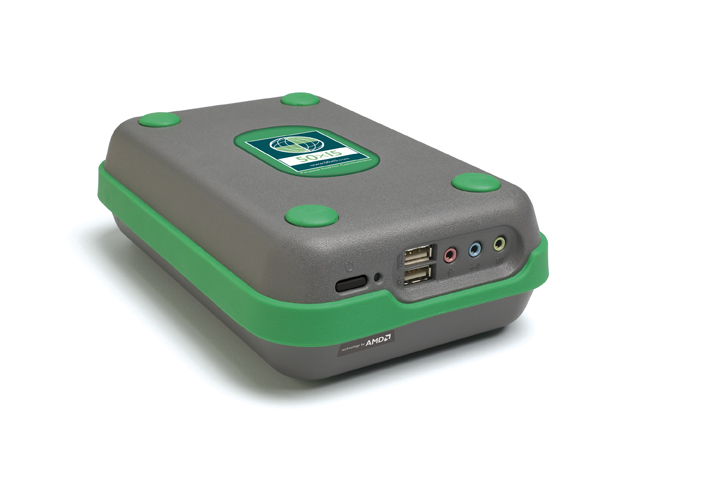
Personal Internet Communicator 50x15

Le Personal Internet Communicator (PIC) est un produit informatique mis en place par AMD en 2004 pour permettre aux populations des pays émergents comme l'Inde et le Mexique d'avoir accès à l'internet. Basé sur le microprocesseur Geode, il était vendu 185 $ avec le clavier, la souris et les logiciels, et 249 $ avec l'écran en plus.

## L'initiative 50x15
Le Personal Internet Communicator a fait partie de l'initiative AMD 50x15 qui voulait équiper 50% de la population mondiale d'un ordinateur avec un accès internet pour 2015. Le taux de pénétration de l'internet dans les foyers était de 10 % en 2004 alors qu'il est de 15 % en 2006.
La production du Personal Internet Communicator a cependant été arrêté en 2006 car elle n'était pas rentable. Le pourcentage de la population mondiale ayant accès à internet a  tout de même augmenté : 39,9 % de la population mondiale avait accès a internet en 2015 et 67,4 % en 2023.